# ارکو ساویاک
ارکو ساویاک (استونیایی: Erko Saviauk؛ زادهٔ ۲۰ اکتبر ۱۹۷۷) بازیکن فوتبال اهل استونی بود.
از باشگاه‌هایی که در آن بازی کرده‌است می‌توان به باشگاه فوتبال تی‌وی‌ام‌کی، باشگاه فوتبال فلورا تالین، باشگاه فوتبال کورساره، و باشگاه فوتبال ویلیاندی تولویک اشاره کرد.
وی همچنین در تیم‌های ملی فوتبال زیر ۲۱ سال استونی و استونی بازی کرده‌است.